# Sugar Mountain: Live at Canterbury House 1968
Pour les articles homonymes, voir Sugar Mountain (homonymie).
Albums de Neil Young
Chrome Dreams II
(2007) Fork in the Road
(2009)
Sugar Mountain – Live at Canterbury House 1968 est un album live du musicien canadien Neil Young. Du 8 au 10 novembre 1968, Young a donné trois concerts acoustiques solo à Canterbury House à Ann Arbor, Michigan. L'album est une compilation des performances des 9 et 10 novembre.

## Enregistrement
L'enregistrement de la chanson "Sugar Mountain" de cette apparition a déjà été publié en single face B et sur l'album de compilation de Young en 1977, Decade.

## Parution de l'album
Cet album est le volume 00 de la série "Archives Performances". Les volumes deux et trois étant déjà sortis, cet album, bien qu'interprété plus tôt chronologiquement, est le troisième de la série. Le Riverboat 1969, publié dans "The Archives Vol. 1 1963-1972" en 2009, est la quatrième série de performances d'archives publiée, mais elle a été réalisée plus tôt chronologiquement que les volumes deux et trois.
L'album est sorti uniquement sous forme de coffret CD/DVD, le DVD contenant une version audio haute définition de l'album, lisible sur des lecteurs DVD standard. Le DVD contient également une bande-annonce pour le coffret "Young's Archives Vol. 1".
Une version vinyle de l'album, pressée sur vinyle japonais de 200 grammes, est sortie en avril 2009.
La photo de la jaquette de l'album est une photographie de Young prise en 1967 par Linda Eastman, plus tard épouse de Paul McCartney.

## Contenu de l'album
Disc 1 (CD)
1. Emcee intro – 0:45
2. "On the Way Home" – 2:52
3. Songwriting Rap – 3:13
4. "Mr. Soul" – 3:14
5. Recording Rap – 0:30
6. "Expecting to Fly" – 2:49
7. "The Last Trip to Tulsa" – 8:36
8. Bookstore Rap – 4:27
9. "The Loner" – 4:41
10. "I Used to..." Rap – 0:38
11. "Birds – 2:17
12. "Winterlong" (excerpt) and "Out of My Mind" Intro – 1:38
13. "Out of My Mind" – 2:07
14. "If I Could Have Her Tonight" – 2:34
15. Classical Gas Rap (Mason Williams/Young) – 0:41
16. "Sugar Mountain" Intro – 0:29
17. "Sugar Mountain" – 5:47
18. "I've Been Waiting for You" – 2:04
19. Songs rap – 0:38
20. "Nowadays Clancy Can't Even Sing" – 4:43
21. Tuning Rap and "The Old Laughing Lady" Intro – 3:06
22. "The Old Laughing Lady" – 7:26
23. "Broken Arrow" – 5:09

### Bonus tracks
1. "I Am a Child" (iTunes-only bonus track) –
2. "#1 Hit Record Rap" (hidden MP3 bonus track) –

Disc 2 (DVD-Audio)
1. Emcee intro – 0:45
2. "On the Way Home" – 2:52
3. Songwriting Rap – 3:13
4. "Mr. Soul" – 3:14
5. Recording Rap – 0:30
6. "Expecting to Fly" – 2:49
7. "The Last Trip to Tulsa" – 8:36
8. Bookstore Rap – 4:27
9. "The Loner" – 4:41
10. "I Used to..." Rap – 0:38
11. "Birds – 2:17
12. "Winterlong" (excerpt) and "Out of My Mind" Intro – 1:38
13. "Out of My Mind" – 2:07
14. "If I Could Have Her Tonight" – 2:34
15. Classical Gas Rap (Williams/Young) – 0:41
16. "Sugar Mountain" Intro – 0:29
17. "Sugar Mountain" – 5:47
18. "I've Been Waiting for You" – 2:04
19. Songs rap – 0:38
20. "Nowadays Clancy Can't Even Sing" – 4:43
21. Tuning Rap and "The Old Laughing Lady" Intro – 3:06
22. "The Old Laughing Lady" – 7:26
23. "Broken Arrow" – 5:09

## Personnel
- Neil Young - guitare, chant